# کانا تی‌وی
کانا تی‌وی (انگلیسی: Kana TV), (امهری: ቃና ቲቪ) یک کانال تلویزیونی اتیوپیایی تلویزیون ماهواره‌ای است که اکنون متعلق به کانال‌ست فرانسوی است.